# آنی کارون
آنی کارون (انگلیسی: Annie Caron؛ زادهٔ ۶ مهٔ ۱۹۶۴) بازیکن فوتبال اهل کانادا است.
وی همچنین در تیم ملی فوتبال زنان کانادا بازی کرده‌است.